# Pałacyk Pod Orłem w Krakowie

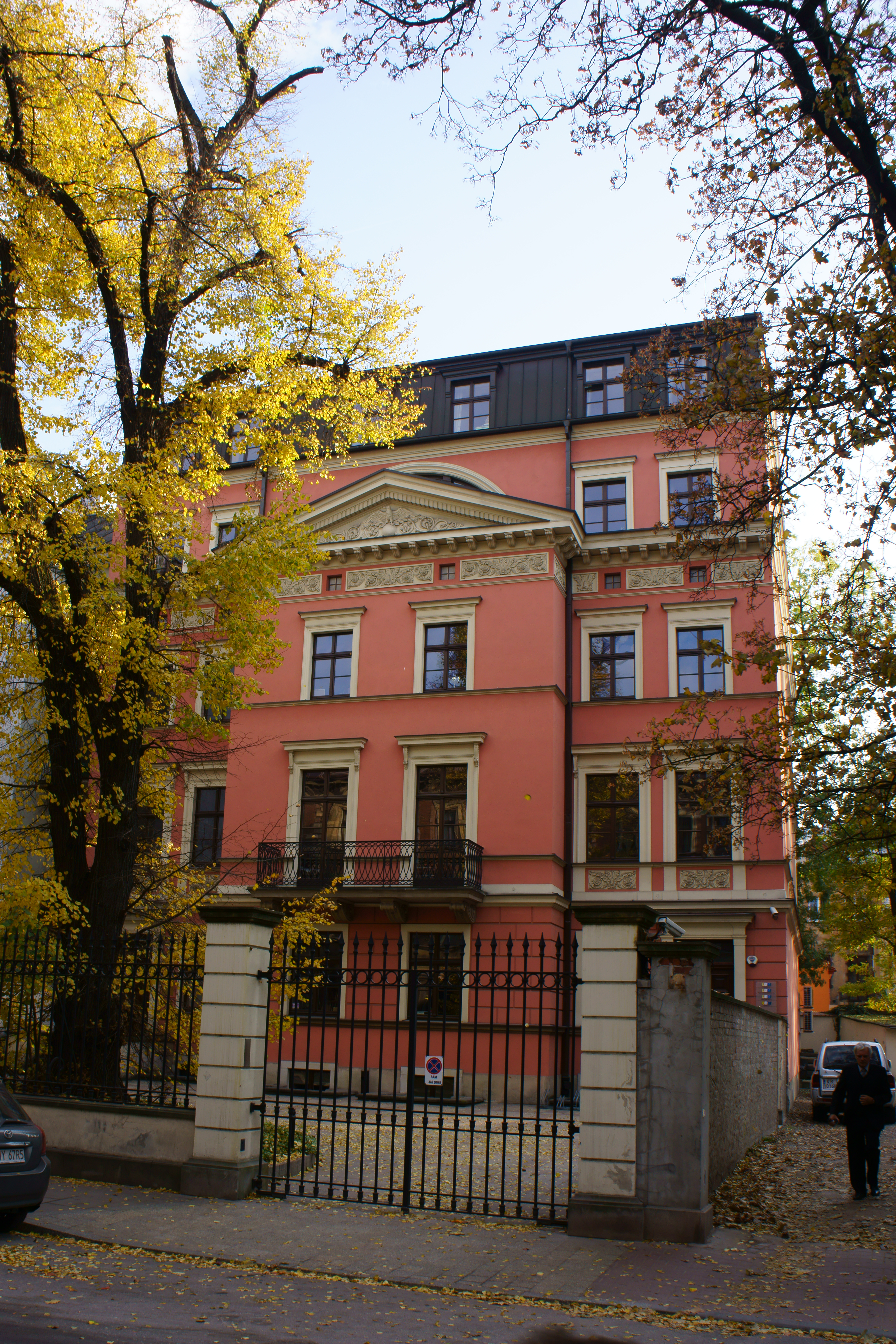
Zdjęcie po remoncie

Pałacyk Pod Orłem w Krakowie – zabytkowa willa z lat 1860–1870 zbudowana w stylu eklektycznym. Po II wojnie światowej była siedzibą Domu Dziecka. Po jego likwidacji sprzedana i odrestaurowana w 2004 roku. Po remoncie obecny właściciel nadał mu nazwę „Pałacyk Pod Orłem w Krakowie”. Położona jest przy ulicy Krupniczej.